# 李元環
李 元環（り げんかん）あるいは李 元瓌（り げんかい）は、8世紀中頃から後半にかけての中国唐代の人物で、奈良時代の日本の貴族。姓は忌寸。官位は正五位上・出雲員外介。

## 経歴
唐より来日した時期ははっきりしていないが、後述する唐楽演奏のことから察すると、袁晋卿同様、天平6年（734年）に遣唐使多治比広成の帰国に同行したものと思われ、翌年5月に唐楽や新羅楽を演奏し、槍を持って舞った唐人の1人だと推測される。
記録にはっきり現れるのは、天平勝宝2年（750年）2月、正六位下から外従五位下を昇叙されたことである。その後、天平宝字5年（761年）12月、忌寸の姓を与えられる。同7年（763年）、出雲介のまま織部正に任命。翌8年（764年）11月、益田縄手とともに従五位下に昇叙し、同時に出雲員外介に任命される。
天平神護2年（766年）10月、前日の法華寺での舎利の会に天皇の御前で唐楽を演奏したことで従五位上を授けられる。この時、皇甫東朝・袁晋卿も同じく唐楽の演奏で昇叙されている。
宝亀2年（771年）11月、多治比長野とともに、正五位上に昇叙される。以後の事績は不明である。
『新撰姓氏録』「左京諸蕃」に、清宗宿禰は「唐人正五位下李元環之後也」とある。
なお、名前であるが、『続日本紀』では、「李元環」とも「李元瓌」ともあり、定説を見ていない。

## 官歴
『続日本紀』による。
- 天平勝宝2年（750年）2月以前：正六位下。
- 天平勝宝2年（750年）2月16日：外従五位下。
- 天平宝字5年（761年）12月16日：忌寸姓賜与。
- 時期不明：出雲介
- 天平宝字7年（763年）1月9日：織部正兼任。
- 天平宝字8年（764年）11月5日：従五位下、出雲員外介。
- 天平神護2年（766年）10月21日：従五位上。
- 宝亀2年（771年）11月25日：正五位上